# Edith av Skottland
Edith av Skottland, född omkring 1080, död 1 maj 1118, var drottning av England genom sitt äktenskap med Henrik I från 1100 till sin död. Edith tjänstgjorde som regent i England flera gånger under sin makes frånvaro: under 1104, 1107, 1108 och 1111.

## Biografi
Edith var dotter till det skotska kungaparet Malkolm III och Margareta, Robert Curthose var gudfar vid hennes dop.
Då hon var sex år skickades Edith och systern Mary till Romsey, där deras moster var abbedissa. Oenighet rådde många år senare om Edith hade blivit nunna eller inte. Hon vidhöll bestämt att mostern bara hade beslöjat henne för att beskydda henne "mot normandernas lust". Edith menade att hon hade dragit av sig slöjan och stampat på den och mostern slagit och skrikit åt henne. Under vistelsen vid Romsey och Wilton Abbey, var hon mycket eftertraktad som brud. Hon tackade nej till frierier både från William de Warenne, 2nd Earl av Surrey och Alan Rufus, Lord av Richmond. Hermann av Tournai hävdar att även Vilhelm Rufus funderat på att gifta sig med henne.

### Giftermål
Edith och Henrik tycks ha känt varandra före de gifte sig – William av Malmesbury konstaterar att Henrík hade "länge varit fäst" vid henne och Orderic Vitalis skriver att Henrik hade "under lång tid beundrat" Ediths personlighet. På moderns sida var hon en ättling till Edmund Järnsida; vilket var mycket viktigt för Henrik då han behövde hjälp att öka sin popularitet hos det engelska folket och Edith var en representant för den gamla engelska dynastin. Med deras barn skulle de normandiska och anglosaxiska dynastierna enas.
Edith och Henrik vigdes 1 november 1100 i Westminster Abbey av ärkebiskop Anselm av Canterbury. Hon kröntes till "Matilda", ett modernt normandiskt namn. Hon och Henrik fick två barn:
1. Maud, född februari 1102
2. William Adelin, född 1103

### Drottning
Edith höll hov huvudsakligen vid Westminster, men följde med maken på hans resor över hela England och 1106/1107 besökte hon Normandie. Hennes hov var fyllt av musiker och poeter och hon gav Turgot i uppdrag att skriva en biografi över sin mor S:t Margaret. Hon var en aktiv drottning och i likhet med sin mor var hon berömd för sin fromhet och omsorg för fattiga. William av Malmesbury beskriver henne då hon gick barfota i kyrkan under Påskfastan, och tvättade de sjukas fötter och kysste deras händer. Under makens frånvaro tjänstgjorde hon vid flera tillfällen som Englands ställföreträdande regent.
Efter sin död 1118 blev hon ihågkommen som "Matilda den goda drottningen" och "Matilda av välsignat minne" av sina underlydande. Under en tid var hon påtänkt för att bli helgon; hon kanoniserades dock aldrig.

## Anfäder
|                      |  |  |  |  |  |  |  |                          |  |  |  |  |  |  |  |                       |  |  |  |  |  |  |  | Crínán av Dunkeld    |
|                      |  |  |  |  |  |  |  |                          |  |  |  |  |  |  |  |                       |  |  |  |  |  |  |  |                      |
|                      |  |  |  |  |  |  |  |                          |  |  |  |  |  |  |  | Duncan I av Skottland |  |  |  |  |  |  |  |                      |
|                      |  |  |  |  |  |  |  |                          |  |  |  |  |  |  |  |                       |  |  |  |  |  |  |  |                      |
|                      |  |  |  |  |  |  |  |                          |  |  |  |  |  |  |  |                       |  |  |  |  |  |  |  | Bethóc av Skottland  |
|                      |  |  |  |  |  |  |  |                          |  |  |  |  |  |  |  |                       |  |  |  |  |  |  |  |                      |
|                      |  |  |  |  |  |  |  | Malkolm III av Skottland |  |  |  |  |  |  |  |                       |  |  |  |  |  |  |  |                      |
|                      |  |  |  |  |  |  |  |                          |  |  |  |  |  |  |  |                       |  |  |  |  |  |  |  |                      |
|                      |  |  |  |  |  |  |  |                          |  |  |  |  |  |  |  | Suthen                |  |  |  |  |  |  |  |                      |
|                      |  |  |  |  |  |  |  |                          |  |  |  |  |  |  |  |                       |  |  |  |  |  |  |  |                      |
| Matilda av Skottland |  |  |  |  |  |  |  |                          |  |  |  |  |  |  |  |                       |  |  |  |  |  |  |  |                      |
|                      |  |  |  |  |  |  |  |                          |  |  |  |  |  |  |  |                       |  |  |  |  |  |  |  | Edmund II av England |
|                      |  |  |  |  |  |  |  |                          |  |  |  |  |  |  |  |                       |  |  |  |  |  |  |  |                      |
|                      |  |  |  |  |  |  |  |                          |  |  |  |  |  |  |  | Edvard av England     |  |  |  |  |  |  |  |                      |
|                      |  |  |  |  |  |  |  |                          |  |  |  |  |  |  |  |                       |  |  |  |  |  |  |  |                      |
|                      |  |  |  |  |  |  |  |                          |  |  |  |  |  |  |  |                       |  |  |  |  |  |  |  | Ealdgyth             |
|                      |  |  |  |  |  |  |  |                          |  |  |  |  |  |  |  |                       |  |  |  |  |  |  |  |                      |
|                      |  |  |  |  |  |  |  | Margareta av Wessex      |  |  |  |  |  |  |  |                       |  |  |  |  |  |  |  |                      |
|                      |  |  |  |  |  |  |  |                          |  |  |  |  |  |  |  |                       |  |  |  |  |  |  |  |                      |
|                      |  |  |  |  |  |  |  |                          |  |  |  |  |  |  |  | Agatha                |  |  |  |  |  |  |  |                      |
|                      |  |  |  |  |  |  |  |                          |  |  |  |  |  |  |  |                       |  |  |  |  |  |  |  |                      |